# Leokadia Bartoszko
Leokadia Bartoszko (ur. 20 grudnia 1943 w Wilnie) – polska artystka fotograf, malarka. Profesor nadzwyczajny, dr hab. Członkini Związku Polskich Artystów Fotografików. Prezes Zarządu Okręgu Łódzkiego ZPAF. Członkini Związku Polskich Artystów Plastyków.

## Życiorys
Leokadia Bartoszko jest absolwentką II Liceum Ogólnokształcącego im. Gabriela Narutowicza w Łodzi (1961), absolwentką Akademii Sztuk Pięknych w Łodzi (studia w latach 1961–1967). Doktorat w 1991 (kwalifikacja I stopnia z fotografii) – Akademia Sztuk Pięknych w Krakowie – habilitacja w 2000 (kwalifikacja II stopnia z fotografii i przeźroczy barwnych) – Akademia Sztuk Pięknych w Łodzi. Związana z łódzkim środowiskiem fotograficznym - od wielu lat mieszka, pracuje, tworzy w Łodzi. Jest wykładowcą fotografii Wydziału Artystycznego Akademii Humanistyczno-Ekonomicznej w Łodzi. Od 2008 do 2012 była dziekanem Wydziału Sztuk Wizualnych Akademii Sztuk Pięknych w Łodzi. Miejsce szczególne w jej twórczości zajmuje fotografia abstrakcyjna, fotografia, architektury, fotografia krajobrazowa, fotografia krajoznawcza, fotografia kreacyjna, fotografia martwej natury, fotografia otworkowa, fotografia portretowa, fotografia przyrodnicza.
Leokadia Bartoszko jest autorką i współautorką wielu wystaw fotografii i malarstwa w Polsce i za granicą; indywidualnych oraz zbiorowych. Jej prace były prezentowane m.in. w Belgii, Bułgarii, Czechach, na Kubie, Litwie, w Meksyku, Niemczech, Polsce, Rosji, Słowacji, Syrii, Szwecji, Stanach Zjednoczonych, na Węgrzech oraz we Włoszech. Uczestniczyła w wielu wystawach pokonkursowych (malarskich oraz fotograficznych), na których otrzymała wiele wyróżnień. Została przyjęta w poczet członków rzeczywistych Związku Polskich Artystów Fotografików (legitymacja nr 847), w którym obecnie pełni funkcję prezesa Zarządu Okręgu Łódzkiego ZPAF (kadencja na lata 2017–2020).
Leokadia Bartoszko w latach 1982, 1991, 2000 była laureatką Nagrody Rektora Akademii Sztuk Pięknych w Łodzi, w 1983 została stypendystką Ministerstwa Kultury i Sztuki, w 1987 stypendystką Prezydenta Miasta Łodzi, w 1999 została uhonorowana nagrodą uznaniową Kobieta Roku 1999 – American Biographical Institute. W 2014 została odznaczona Brązowym Medalem „Zasłużony Kulturze Gloria Artis”.

## Odznaczenia
- Brązowy Medal „Zasłużony Kulturze Gloria Artis” (2014)[2]

## Wybrane wystawy indywidualne
- Barcelona & Łódź (wspólnie z Krzysztofem Wojciechowskim) – Galeria BIBLIO-ART (Łódź 2024)[13]
- Malowane Światłem i nie tylko (malarstwo i fotografia) – BWA (Sieradz 2023)[14]
- Po obu stronach percepcji (malarstwo i fotografia) – Galeria Politechnika (Łódź 2017)
- Malarstwo – akwarele - Biuro Wystaw Artystycznych (Sieradz 2013)
- Reminiscencje – wizje subiektywne – Dom Kultury Polskiej (Wilno 2012)
- Powroty (fotografia) – Galeria AdiArt (Łódź 2011)
- Kondensacja znaczeń (malarstwo i fotografia) – Galeria Krótko i Węzłowato (Łódź 2011)
- Malarstwo i fotografia – Galeria Politechnika (Łódź 2008)
- Cztery dekady – Centrum Kultury i Sztuki (Kalisz 2007)
- Obietnica (malarstwo i fotografia) – Klub Galeria Carte Blanche (Łódź 2006)
- Kamiońskie impresje (fotografia) – Muzeum Historii Miasta Łodzi  (2006)

Źródło